# Stadtbibliothek Lörrach
Die Stadtbibliothek Lörrach ist eine öffentliche Bibliothek in der Stadt Lörrach. Sie ist mit rund 88.500 Medien, davon allein 69.000 Bücher, die größte Bibliothek des Landkreises Lörrach. Die Stadtbibliothek ist dem Regionalen Bibliotheksportal und der Deutschen Internetbibliothek angegliedert. Außerdem existiert ein gemeinsames digitales Rechercheportal mit der Stadtbibliothek Weil am Rhein. Mit über 516.000 Entleihungen im Jahr 2008 kam die Stadtbibliothek im bundesweiten Vergleichsindex BIX auf den 9. Rang der Städte zwischen 30.000 und 50.000 Einwohner.

## Bestand und Nutzung
Die Stadtbibliothek Lörrach besitzt gegenwärtig insgesamt 88.500 Medien, davon rund 69.000 Bücher, 24.000 CD, DVD, CD-ROM, Videos und Cassetten, 530 Spiele und Karten sowie 160 Zeitschriften. Die meisten dieser Medien befinden sich in Freihandaufstellung, ein kleiner Teil davon lagert im Bibliotheksmagazin, aktuelle Zeitschriften sind im Präsenzbestand. Im Eröffnungsjahr 1993 hatte die Bibliothek rund 33.000 Medieneinheiten.
Im Erdgeschoss der Bibliothek befinden sich neben einem Lesecafé, der Anmeldung und der Ausgabe/Rückgabe-Theke ein Lesesaal für Zeitschriften und Zeitungen. Im ersten Obergeschoss ist die Kinder- und Jugendbibliothek untergebracht. Das zweite Obergeschoss beherbergt den Regionalbestand, Nachschlagewerke und Sachbücher. Im als drittes Obergeschoss ausgebauten Dachgeschoss befinden sich Belletristik, Video-Spielfilme sowie Tonträger für Musik und Literatur. Außerdem sind dort ein Seminarraum, Räumlichkeiten der Verwaltung und ein Raum für den Magazinbestand. Im Untergeschoss befindet sich ein Veranstaltungsraum mit nach hinten steigend angeordneten Sitzreihen wie bei einem Hörsaal. Der Raum ist mit 95 Sitzplätzen, einer Leinwand und technischen Hilfsmitteln ausgestattet. Er wird vor allem für Lesungen und Vorträge genutzt. Seit 1998 bilden die gemeinsam mit dem Südwestrundfunk Freiburg jährlich im April veranstalteten Lörracher Bibliotheksgespräche einen literarischen Höhepunkt.
Die Stadtteilbibliotheken in Brombach und Haagen sind der Stadtbibliothek Lörrach angegliedert.
Seit 2013 ist die Stadtbibliothek Lörrach Teil des Online-Ausleiheverbundes Onleihe Dreiländereck.

## Gebäude

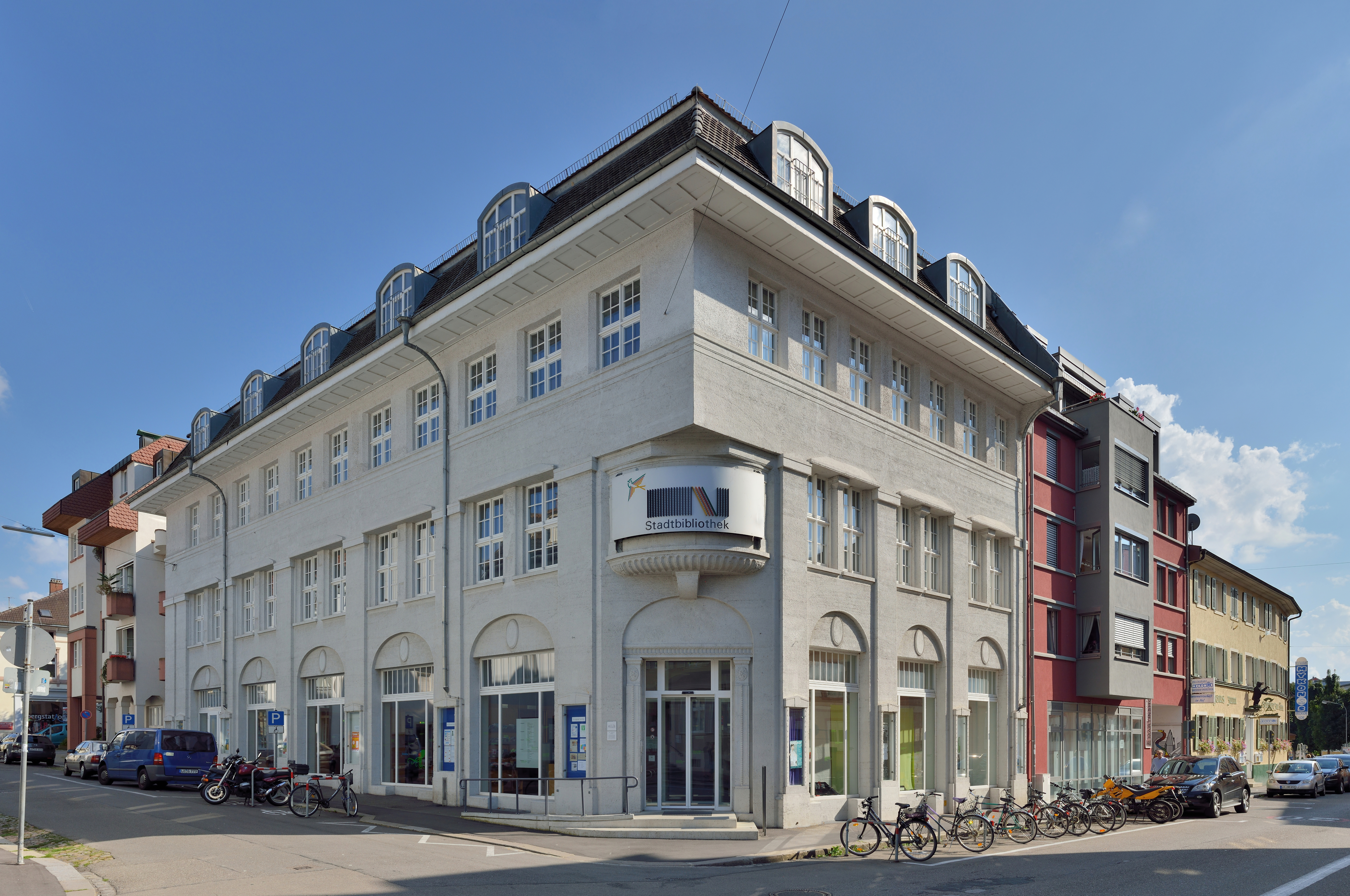
Stadtbibliothek Lörrach

Die heutigen Räumlichkeiten der Stadtbibliothek Lörrach im Innenstadtbereich gegenüber der Evangelischen Stadtkirche – Basler Straße 152, Ecke Kirchstraße – wurden nach einem Umbau durch die Architekten Roland Mayer und Günter Pfeifer am 15. Januar 1993 eröffnet. Die Bibliothek befindet sich in einem mehrgeschossigen Jugendstil-Eckhaus in der Basler Straße. Die Umbaukosten beliefen sich auf insgesamt 5,6 Millionen DM.
Das Gebäude wurde ursprünglich nach einem Entwurf des Freiburger Architekten Philipp Walther als Kaufhaus Knopf in moderner Eisenbeton-Konstruktion errichtet und nach einjähriger Bauzeit 1911 eröffnet. Das Gebäude gehört damit zu den frühen Eisenbeton- bzw. Stahlbetonbauten auf dem Gebiet des heutigen Baden-Württemberg. Der repräsentative Neubau ersetzte einen ebenfalls durch die Firma Knopf genutzten Vorgängerbau. Das Geschäftshaus dominierte das Zentrum und setzte neue Maßstäbe in Lörrach, das sich durch die Eingemeindung Stettens 1908 in einer Wachstumsphase befand. 1932 wurde das Eckhaus um eine zweigeschossige Ausstellungshalle am Adlergäßchen erweitert.
Nach der „Machtergreifung“ der Nationalsozialisten 1933 wurde durch direkte und indirekte Maßnahmen ein Boykott auf das in jüdischen Händen befindliche Kaufhaus Knopf verhängt. Am 21. Mai 1933 erfolgte die Adressumbenennung von Basler Straße 23 in Adolf-Hitler-Straße 152. Im Jahr 1937 wurden mehrere Knopf-Filialen, darunter auch die in Lörrach, im Zuge der „Arisierung jüdischer Geschäfte“ von der Kommanditgesellschaft Fritz Richter in Freiburg übernommen und das Geschäft in Kaufhaus Richter umbenannt. 1950 schied Fritz Richter aus der Gesellschaft aus und das Haus wurde von der Gesellschaft mit beschränkter Haftung Kaufhaus für Alle übernommen. Mit dem Wiederaufbau nach dem Zweiten Weltkrieg wurde das Kaufhaus erneuert und 1962 entstanden in seiner Nähe Kundenparkplätze. Wachsender Konkurrenzdruck durch neu aufkommende Kaufhäuser, wie das Kaufhaus Merkur, führten in den 1960er Jahren zur Geschäftsaufgabe des Kaufhauses für Alle.
Am 19. Juli 1968 übernahm die Stadt Lörrach das Gebäude. Zu diesem Zeitpunkt war der Neubau des Lörracher Rathauses bereits beschlossen, so dass die Räumlichkeiten des neu erworbenen Objektes für die Auslagerung verschiedener städtischer Ämter, wie zum Beispiel des Archivs, genutzt wurden. Im Juni 1976 wurden mit der Fertigstellung des Rathauses die Räumlichkeiten an andere Institutionen und Firmen vermietet. Zu den Mietern zählten das Staatliche Liegenschaftsamt, die Deutsche Bundespost, das Arbeitsamt und zuletzt die Firma Müller-Bauer. 1988 beschloss der Gemeinderat, die Weichen für den Umbau des Hauses zu stellen, so dass die bis dahin in der Nansenstraße untergebrachte Lörracher Bücherei in das Gebäude umziehen konnte. Der Umbau fand in den Jahren 1992 bis 1993 statt.